# خزانة الأدب وغاية الأرب
«خزانة الأدب» في الأصل، وكما يذكر صاحبه في مقدمته له، هو شرح لبديعيته الآنفة الذكر، والتي أنشأها كما يذكر هو «برسم من محمد بن البارزي الجهني الشافعي» صاحب ديوان الإنشاء بالممالك الإسلامية، وقد حذا فيها حذو «طرز البردة» بعد أن وقف محمد بن البارزي على بديعية الشيخ عز الدين الموصلي التي التزم فيها تسمية النوع البديعي، وورى فيها من جنس الغزل، ليتميز بذلك على الشيخ صفي الدين الحلي، الذي لم يلتزم ذلك في بديعيته.
وقد سمى ابن حجة الحموي بديعيته تلك «تقديم أبي بكر» وحاول فيها أن ينسج على منوال عز الدين الموصلي، في تضمين الأبيات ألفاظًا يشير بها إلى الأنواع البديعية التي بلغ بها ماية واثنين وأربعين نوعًا، دون تمييز بين البديع وغيره من علوم البلاغة، محاولًا أيضًا أن يجاري صفي الدين الحلي في رقة الشعر وجمال النظم والسلاسة.
وقد وضع ابن حجة، هذا الشرح المطول لبديعيته، وأسماه «خزانة الأدب وغاية الأرب» فكان أكثر أهمية وفائدة من البديعية ذاتها، إذ جاء كما يدل عليه اسمه، خزانة للأدب مليئة بدرر علومه وجواهر معارفه، وغاية ما يحتاجه المتأدب.
و«خزانة الأدب» أشبه بالموسوعات الأدبية التي تجمع فنون الأدب المختلفة: من اللغة والبلاغة والنقد والتاريخ والتراجم، ومنثور الكلام ومنظومه، حتى المواليا1 والأزجال لكثرة ما يورده صاحبه فيه من الشواهد، والأمثلة والاستطرادات، وأحيانا النكت  

## المؤلف
ابن حجة الحموي / (767 - 837 هـ = 1366 - 1433 م)  هو تقي الدين أبو بكر بن علي بن عبد الله بن حجة الحموي من أهل حماه، في سوريا. إمام أهل الأدب في عصره. شاعر جيد الإنشاء، زار مدينه القاهرة، والتقى بعلمائها، وملوكها. حسن الأخلاق والمروءة، فيه شيء من الزهو والإعجاب. اتخذ عمل الحرير، وعقد الأزهار صناعة له في صباه فعرف (بالأزراري)، ثم اتخذ الأدب صناعة له فبرع في فنونه. وكان يظهر سرقات الشعراء فتعصب عليه شعراء من مصر وصاروا يهجونه. توفي تقي الدين الحموي في حماة عن 70 عاماً.